# Onthophagus parachandrai
Onthophagus parachandrai là một loài bọ cánh cứng trong họ Bọ hung (Scarabaeidae).